# OpenAFS
OpenAFS ist eine Open-Source-Implementierung des Netzwerkprotokolls Andrew File System (AFS) für verteilte Netzwerkdateisysteme, die für verschiedene Betriebssysteme erhältlich ist. Ursprünglich wurde AFS an der Carnegie Mellon University entwickelt, später dann von IBM. Am 15. August 2000 verkündete IBM seine Absicht, seine Implementierung unter der IBM Public License zu veröffentlichen.

## Entwicklung
Bei OpenAFS nennen sich die Entwickler, die Schreibzugriff auf den Quellcode haben, Gatekeepers. Es sind folgende Personen:
- Jeffrey Altman
- Derrick Brashear

## Kommerzieller Support
Obwohl OpenAFS quelloffen ist, bieten folgende Unternehmen Support und Entwicklung für OpenAFS an:

- Sine Nomine Associates
- Secure Endpoints Inc.